# The Joy of Motion
The Joy of Motion (en español: «La alegría del movimiento») es el tercer álbum de estudio de la banda de metal progresivo Animals as Leaders. Fue lanzado el 24 de marzo de 2014 en Europa, 25 de marzo de 2014 en Norteamérica y el 28 de marzo de 2014 en Australia y Nueva Zelanda a través de Sumerian Records. El sencillo Tooth And Claw fue lanzado el 18 de febrero de 2014 en streaming a través de YouTube. El 26 de febrero la banda lanza el sencillo Lippincott el 26 de febrero de 2014 también en streaming a través de YouTube.
El 19 de marzo de 2014, el álbum fue lanzado en streaming a través de YouTube días antes del lanzamiento oficial.

## Lista de canciones
Todas las letras escritas por Scott Lewis, toda la música compuesta por Animals as Leaders. 
| N.º   | Título                       | Duración |  |
| 1.    | «Ka$cade»                    | 5:23     |  |
| 2.    | «Lippincott»                 | 4:22     |  |
| 3.    | «Air Chrysalis»              | 5:06     |  |
| 4.    | «Another Year»               | 3:50     |  |
| 5.    | «Physical Education»         | 4:41     |  |
| 6.    | «Tooth and Claw»             | 4:23     |  |
| 7.    | «Crescent»                   | 4:23     |  |
| 8.    | «The Future That Awaited Me» | 4:33     |  |
| 9.    | «Para Mexer»                 | 4:29     |  |
| 10.   | «The Woven Web»              | 4:07     |  |
| 11.   | «Mind-Spun»                  | 4:35     |  |
| 12.   | «Nephele»                    | 4:31     |  |
| 54:23 |                              |          |  |

## Miembros y personal
Animals as Leaders
- Tosin Abasi – guitarra
- Javier Reyes – guitarra
- Matt Garstka – batería, percusión

Producción
- Misha Mansoor (Periphery) – cocompositor, preproducción, programación (Canciones: 1, 2, 3, 4, 6, 8, 10)
- Adam "Nolly" Getgood (Periphery) – producción, editor de audio, mezcla, bajo (miembro de estudio)
- Diego Farias (Volumes) – cocompositor, preproducción, programación (Canciones: 5, 7, 11)
- Forrester Savell – masterización
- Navene Koperweis – producción electrónica
- Sam Martin – editor de audio de batería
- Jeff Dunne – editor de batería
- Chris Carder y Rose Marincil – fotografía
- Jay Wynne – diseño de arte de la carátula